# 萧大荃
萧大荃（1913年—1995年8月6日），男，江西吉安人，中华人民共和国军事人物，中国人民解放军少将，曾任西北导弹、原子弹试验基地解放军工程兵特种工程指挥部后勤部副部长兼财务部副部长、部长。